# Peter Högl
Peter Högl (19. august 1897 – 2. maj 1945) var en tysk officer med rang som SS - Obersturmbannführer (oberstløjtnant), som var medlem af en af Adolf Hitlers livvagtsenheder. Han tilbragte tid i Führerbunkeren i Berlin i slutningen af Anden Verdenskrig . Högl døde af sår modtaget under udbruddet den 2. maj 1945, mens han krydsede Weidendammerbroen under kraftig beskydning i Berlin .